# Phtheirospermum glandulosum
Phtheirospermum glandulosum là loài thực vật có hoa thuộc họ Cỏ chổi. Loài này được Benth. ex Hook. f. miêu tả khoa học đầu tiên năm 1884.